# Lycosa tarantula carsica
Lycosa tarantula là một phân loài nhện trong họ Lycosidae.
Loài này thuộc chi Lycosa. Lycosa tarantula carsica được Lodovico di Caporiacco miêu tả năm 1949.

## Hình ảnh

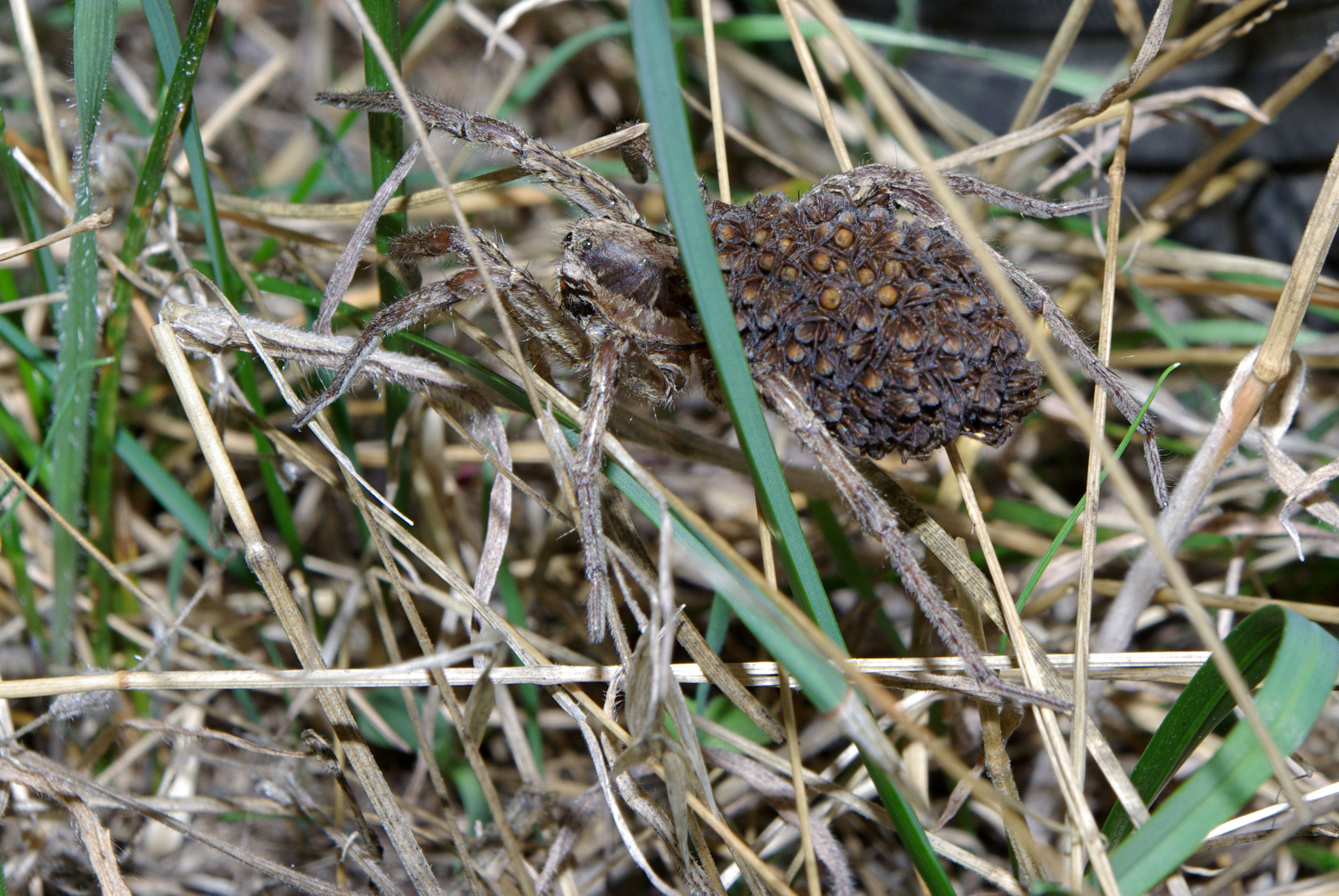
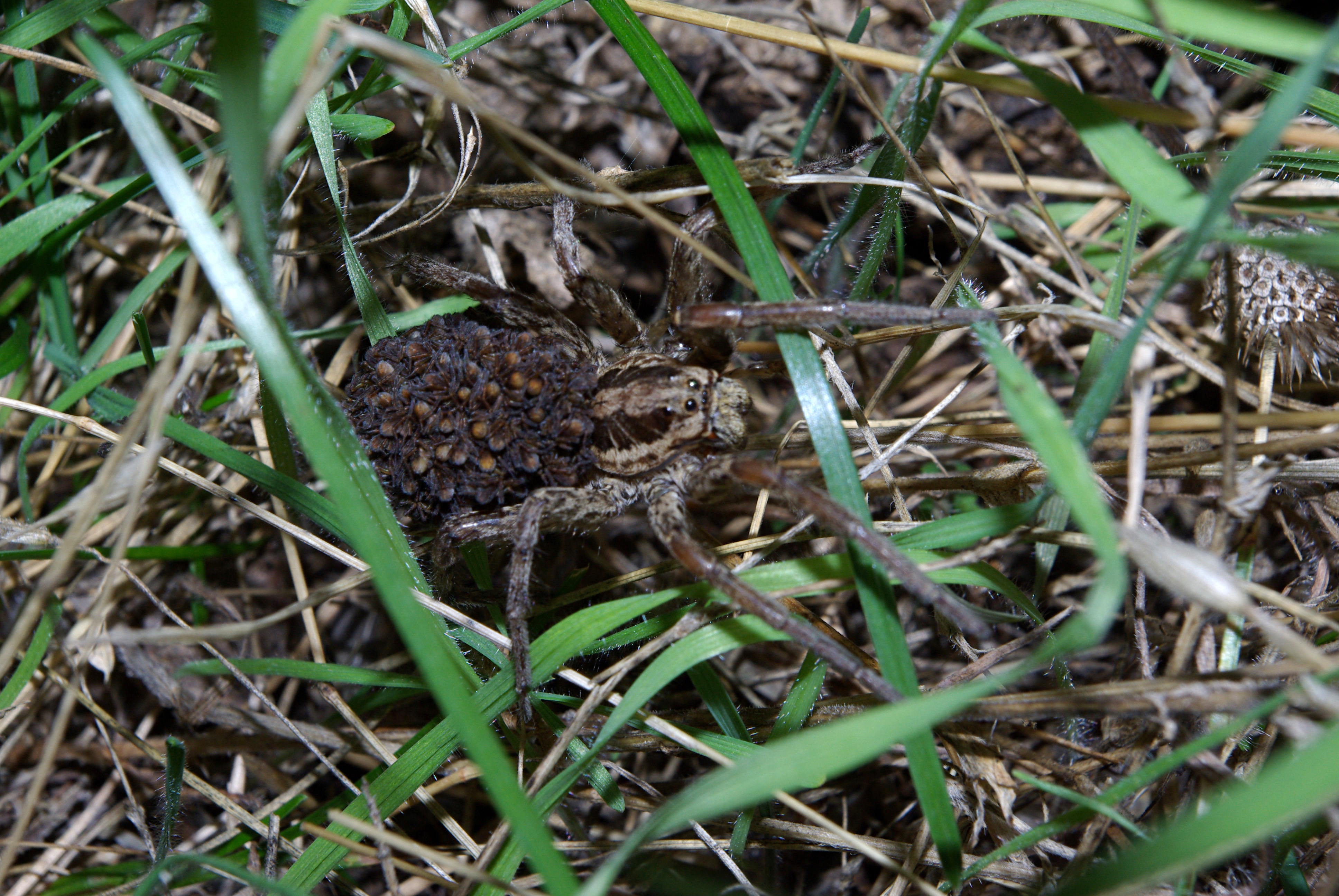
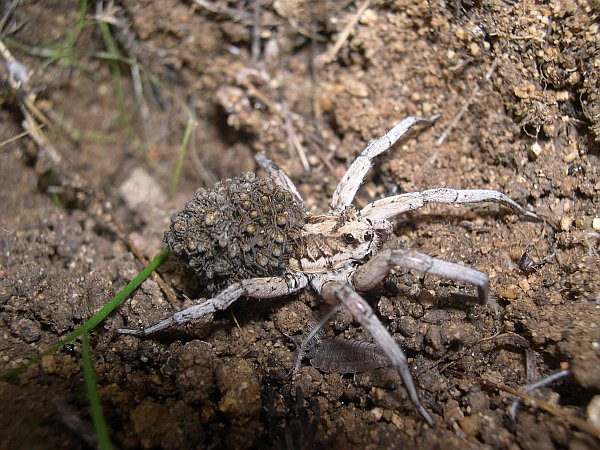
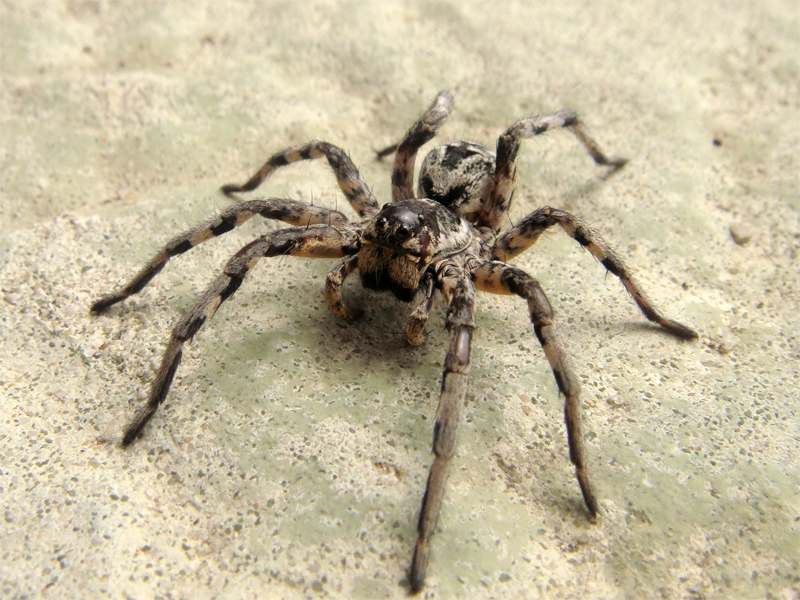